# Hiroshi Ishikawa
Hanshi Hiroshi Ishikawa Toda es un deportista en Artes marciales, de origen japonés, residente en México desde 1976. En 1980 fue director técnico de la Subsecretaría del Deporte, así como de la Asociación Mexicana de Karate-Do, entonces una de las agrupaciones más importantes del Karate-Do. Actualmente se desempeña como Director Técnico de la SKIF en México como gran padre, amigo y maestro. México siendo el país en el que se aloja el sensei Hansi Ishkawa ha tenido el honor de estar en mayor cercanía con el Karate; pero no todos los estados han tenido tanto desarrollo como "Chihuahua, Sonora y Querétaro".

Hiroshi Ishikawa fue alumno directo del Hanshi Hirokazu Kanazawa y de Masatoshi Nakayama. Miembro de SKIF (Shotokan Karate-Do International Federation), es por muchos considerado el mejor Sensei en México. 

El Hanshi Ishikawa en su época de estudiante en Japón, fue campeón de kata y ganó varios torneos estatales. Pertenece a la segunda generación de profesores japoneses después del maestro Funakoshi, que fueron enviados por la JKA (Japan Karate Association) a varias partes del mundo para difundir el arte marcial por excelencia, el Karate-Do Shotokan.
Hanshi Ishikawa ha entrenado con dos leyendas del Shotokan: el maestro Hirokazu Kanazawa (quien falleció en diciembre de 2019), y el maestro Nakayama. Hanshi Ishikawa no solamente enseñó su arte en México, también lo hizo en Venezuela, Guatemala, Brasil, Uruguay y Argentina. 
Es actualmente la máxima autoridad en México, Centro y Sudamérica, llegando a tener en sus manos la autoridad en la mayoría de los países, con su técnica Shotokan (la cual por cierto considera un estilo de vida, no un deporte), por todo esto y más es que Hanshi Ishikawa se ha ganado el título de EL TIGRE DE AMERICA.

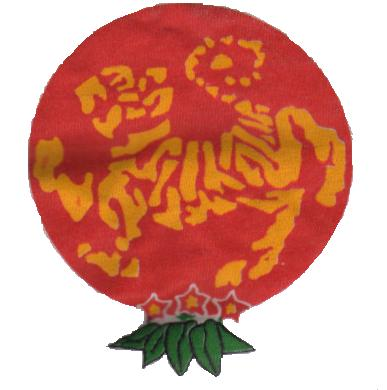
Imagen del escudo de Shotokan, donde se encuentra oculta en el cuerpo del tigre, la inscripción ISHIKAWA, en honor al Shidoshi Ishikawa.

.

## Homenajes recibidos
Copa Ishikawa (México).

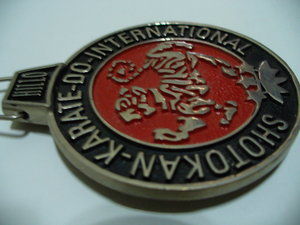
Medalla de la Copa Ishikawa. Ganada por Gabriel Ramos (México).

En el marco del XVIII campeonato nacional e internacional de Karate-Do S.K.I.F, en la ciudad de Hermosillo (México), los días 30, 31 y 1º de agosto de 1999, se llevó a cabo la Copa Ishikawa en honor al Sensei.
Otros invitados de honor fueron:
- Sr. Masuo Kawakami
- Prof. Yasuji Nagasawa
- Prof. Francisco Lou
- Sr. Wataru Hirai

- Datos: Q54848842